# Hårda fästingar
Hårda fästingar (Ixodidae) är en familj spindeldjur av gruppen fästingar som ingår i ordningen fästingar.
Arten Ixodes ricinus är vanlig i Sverige. Den angriper framförallt hundar, men också de flesta andra däggdjur och även fåglar. Från att ha varit endast 2-3 mm lång sväller den ut till en längd av 11 mm, på 9 dagar. Kroppen är då så elastisk att den studsar som en gummiboll. Till färgen är den vit, blåaktig eller brun, bortsett från den mörkbruna, glänsande kitinplåten på ryggens främre del.

## Systematik
Det är framförallt den överordnade taxa fästingar och kvalster som har omdiskuterad status.

### Släkten (urval)
- Amblyomma
- Anocentor
- Aponomma
- Boophilus
- Bothriocroton
- Dermacentor
- Haemaphysalis
- Hyalomma
- Ixodes
- Nosomma
- Rhipicentor
- Rhipicephalus